# Sharp Centre for Design
Le Sharp Centre for Design (ou Rosalie Sharp Centre for Design) fait partie de l'Université de l'École d'art et de design de l'Ontario (OCAD) à Toronto.
Conçu par Will Alsop (en) avec Robbie Young + Wright de Toronto, il est terminé en octobre 2004. Il abrite la faculté de design, avec des installations pour les facultés d'art et d'études libérales.
Il s'agit d'une structure rectangulaire à 26 m au-dessus du sol, soutenue par douze colonnes en acier aux couleurs vives, située directement au-dessus du plus ancien bâtiment du campus. Sa forme de 84 m de long, 31 m de large et 9 m de haut est habillée d'une peau d'aluminium noir et blanc avec un design de pixels,. Il est considéré comme un exemple d'architecture high-tech.
Le centre est nommé pour Rosalie Sharp, philanthrope et épouse d'Isadore Sharp (en).

## Distinctions
Il reçoit un prix international du RIBA (en) du Royal Institute of British Architects, et l'Award of Excellence Building in Context aux Architecture & Urban Design Awards de la ville de Toronto. En 2013, le critique d'architecture Christopher Hume l'a nommé l'un des «cinq bâtiments les plus influents» de Toronto.